# Elizabeth Stern
Elizabeth Stern (Cobalt, Ontario, 19 de septiembre de 1915-Los Ángeles, 18 de agosto de 1980) fue una patóloga estadounidense. Fue especialmente reconocida por sus conocimientos sobre la progresión de la célula de un estado saludable a uno canceroso. Stern fue una pionera en el estudio de las células enfermas en citopatología.

## Biografía
Stern recibió su título de médico en la Universidad de Toronto, Canadá, en 1939 y al año siguiente emigró a los Estados Unidos, donde se convirtió en ciudadana naturalizada en 1943. Completó residencias en la Facultad de Medicina de la Universidad de Pensilvania y en Cedars of Lebanon y Good Samaritan Hospital, y fue certificada por la Junta Estadounidense de Patología. Comenzó su carrera como directora de Laboratorios e Investigación en el Centro de Detección de Cáncer de Los Ángeles, California. Durante este tiempo, Stern se interesó por la progresión del cáncer de cuello uterino y publicó sus primeros artículos sobre el tema. 
En 1961 se convirtió en coordinadora de investigación en la Facultad de Medicina de la Universidad del Sur de California y comenzó a impartir clases en el departamento de patología de la Facultad de Medicina de la Universidad de California en Los Ángeles. En 1963 se unió a la Escuela de Salud Pública de UCLA como investigadora asociada y fue ascendida a profesora de epidemiología en UCLA en 1965.

## Investigación
Las investigaciones de Stern combinaron la epidemiología y la citopatología para describir la progresión y los factores de riesgo del cáncer de cuello uterino.
Impulsó la definición de displasia como el primer signo histológico del desarrollo del cáncer de cuello uterino. En 1963 publicó un estudio que describía a 10 000 mujeres que su equipo observó durante un período de dos años. Encontró que los nuevos casos de cáncer de cuello uterino diagnosticados al final del período de dos años provenían casi exclusivamente de mujeres que mostraban displasia cervical al comienzo del estudio. Los estudios de seguimiento futuros de su laboratorio validarían aún más que la displasia, aunque reversible, demuestra un mayor riesgo de desarrollar cáncer de cuello uterino. En 1974 publicó un artículo detallando una escala de 100 puntos para el análisis histológico del cáncer de cuello uterino. Este artículo describe todas las etapas del cáncer de cuello uterino, incluidas las primeras etapas de la displasia, y detalla la morfología celular anormal observada en cada categoría. Hoy en día, después de una prueba de Papanicolaou de rutina, las mujeres que tienen células cervicales displásicas son monitoreadas de cerca para detectar un posible desarrollo de cáncer de cuello uterino.
Stern también se interesó en las posibles conexiones entre las píldoras anticonceptivas orales combinadas y el cáncer de cuello uterino. Realizó estudios epidemiológicos, encuestó a más de 10 000 mujeres en el área del condado de Los Ángeles y realizó un seguimiento de su elección de anticonceptivos y los resultados de la prueba de Papanicolaou durante un período de 7 años. Encontró que las mujeres que tomaban la píldora durante el estudio de 7 años tenían un riesgo 6 veces mayor de desarrollar cáncer de cuello uterino. Sus resultados se publicaron en Science en 1977 y ayudaron a impulsar la reformulación de la píldora anticonceptiva de dosis alta de Enovid.
Para tener acceso a los pacientes de mayor riesgo, el laboratorio de Elizabeth Stern estableció clínicas médicas gratuitas para mujeres en las comunidades pobres del condado de Los Ángeles. Hizo varios estudios sociológicos y epidemiológicos para determinar los factores que impulsan a las mujeres a participar en clínicas gratuitas y recibir atención médica preventiva gratuita. Su equipo hizo varias observaciones que siguen siendo ciertas en la actualidad: las mujeres necesitan ayuda con el cuidado de los niños, el transporte y horarios más flexibles para aprovechar los servicios médicos gratuitos. También señalaron que muchas mujeres estaban más dispuestas a participar en sus estudios si el médico o la enfermera que realizaba el examen también era una mujer.
Sus innovadores estudios sobre cánceres de cuello uterino cambiaron la enfermedad de fatal a una de las más fáciles de diagnosticar y tratar. Esto permitió el desarrollo de técnicas de diagnóstico y medidas profilácticas efectivas (escisión de tejido anormal), que, combinado con la lenta tasa de metástasis de este cáncer, redujeron drásticamente su tasa de letalidad. 